# Euphaedra composita
Euphaedra composita är en fjärilsart som beskrevs av Wichgraf 1921. Euphaedra composita ingår i släktet Euphaedra och familjen praktfjärilar. Inga underarter finns listade i Catalogue of Life.